# Ottave rime
Ottave rime eller (talordet i enkelttal) ottava rima er en italiensk strofeform også kaldet stanza/stanze.
Ottave rime spiller en stor rolle i kunstdigtningen, og stammer vistnok fra den italienske folkedigtnings rispetti; den består af otte jambiske verslinier, hver oprindelig på elleve stavelser. Rimstillingen er korrektest abababcc og alle rimene kvindelige; men de ikke-romanske digtere lader hyppig kvindelige og mandlige rim veksle og benytter friere rimstillinger for de tre første rimpars vedkommende. Ofte går ottave rime blot under navnet "stanzer", uagtet dette ord egentlig betyder strofer i al
almindelighed. Den italienske renaissances epikere — Poliziano, Pulci, Boiardo, Ariosto, Tasso — og deres senere efterfølgere (Marino, Tassoni, Forteguerri) har bestandig benyttet de rolig fremskridende og dog afvekslingsrige ottave rime; også i ældre og nyere tid spanierne (Espronceda) og portugiserne (Camões). Romantikken ved år 1800 bragte strofeformen højlig i mode rundt om i landene, — her kan navnlig mindes om Byrons Childe Harold og Don Juan. I den dansk-norske digtekunst har digterne tit anvendt den: Oehlenschläger, J.L. Heiberg, Hauch, Ibsen, Molbech, von der Recke, men især Paludan-Müller (Danserinden, Luftskipperen og Atheisten, Adam Homo).
Canto l’arme pietose, e ’l Capitano
Che ’l gran sepolcro liberò di Cristo.
Molto egli oprò col senno e con la mano;
Molto soffrì nel glorioso acquisto:
E invan l’Inferno a lui s’oppose; e invano
s’armò d’Asia e di Libia il popol misto:
Chè ’l Ciel gli diè favore, e sotto ai santi
Segni ridusse i suoi compagni erranti.
(Torquato Tasso, Gerusalemme liberata)
I digtet "Oprindelse" har Emil Aarestrup opbygget
en stanze af femfodede trochæer.
Oprindelse
Som sit brune Lyng den øde Flade,
Som sit lette Ax den grønne Tilie,
Som sit løse Skum en ung Najade,
Som et Løg, i sorten Muld, sin Lilie,
Som Polyperne den skjøre Plade,
Som den bløde Musling sin Conchilie,
Har mit Indre formet disse Blade,
Af en lønlig Drift, fast uden Villie.
See da — som paa Lyngens brune Flade,
Som paa Heire-Axet over Tilie,
Som paa flygtigt Skum af en Najade,
Som paa Mosbundens gule Lilie,
Som paa Kalkkorallens Svamp og Plade,
Som paa Strandens spraglede Conchilie —
Nogle Øieblik paa disse Blade,
Uden Strenghed, med en venlig Villie!